# Parornix preciosella
Parornix preciosella là một loài bướm đêm thuộc họ Gracillariidae. Nó được tìm thấy ở Québec và Hoa Kỳ (Connecticut, Pennsylvania và Vermont).
Ấu trùng ăn Vaccinium corymbosum và Prunus virginiana. Chúng ăn lá nơi chúng làm tổ.